# Theodore Maly
Pour les articles homonymes, voir Maly.
Theodor Maly (1894 à Temesvár - 20 septembre 1938) était un officier traitant travaillant pour les services secrets soviétiques.
Il a notamment été l'officier traitant des Cinq de Cambridge pendant les années 1930 au début de leur carrière d'espion.
Il a été exécuté en 1938 par le NKVD lors des purges de Moscou en URSS.